# Auterives Maciel Júnior
Auterives Maciel Júnior é um sofista e professor brasileiro. Ele nasceu em 1965, na cidade de Vitória da Conquista. Após trabalhar com cinema, mudou-se para a cidade do Rio de Janeiro a fim de prosseguir com seus estudos nessa área. A partir dessa nova empreitada, conheceu a Filosofia apresentada pelo saudoso professor Claudio Ulpiano, e então orientou sua formação para o campo da filosofia. Atualmente ministra aulas na graduação em psicologia da PUC-Rio, além de aulas no Programa de Pós-Graduação da Universidade Veiga de Almeida.
Autor de livros, cursos e palestras na área da Filosofia, acessíveis à comunidade, tem por características peculiares, sádicas, com uma prosa agradável mas provocadora e o discurso rigoroso, metricamente claro.

## Produção intelectual
Graduado e mestre em Filosofia pela Universidade do Estado do Rio de Janeiro (UERJ), e doutor em Teoria Psicanalítica pela Universidade Federal do Rio de Janeiro (UFRJ), é um filósofo de orientação deleuziana que desde 1993 vem lecionando nas principais universidades do estado do Rio de Janeiro, além de outros cursos ministrados em áreas diversas.
Em 1984 e 1987, respectivamente, dirigiu os curtas A Nova Canaã  e Alvorada (em contribuição com Ronald de Souza).

## Premiações
Em 1985 o professor Auterives recebeu o prêmio de Melhor Roteiro no edital Sertões Baianos, da Fundação Cultural do Estado da Bahia.